# NGC 3310
NGC 3310 = Arp 217 ist eine Balken-Spiralgalaxie vom Hubble-Typ SBbc pec im Sternbild Großer Bär. Sie ist rund 47 Millionen Lichtjahre von der Milchstraße entfernt und eine maximale Ausdehnung von etwa 45.000 Lichtjahren.
Man nimmt an, dass das Objekt vor etwa 100 Millionen Jahren mit einer ihrer Satelliten-Galaxien zusammengestoßen und mit ihr verschmolzen ist. Diese Kollision ist die vermutete Ursache für die in ihr stattfindenden sehr starken Stern-Entstehung. Halton Arp gliederte seinen Katalog ungewöhnlicher Galaxien nach rein morphologischen Kriterien in Gruppen. Diese Galaxie gehört zu der Klasse Galaxien mit angrenzenden Schleifen.
NGC 3310 wurde am 12. April 1789 von dem deutsch-britischen Astronomen Wilhelm Herschel entdeckt.

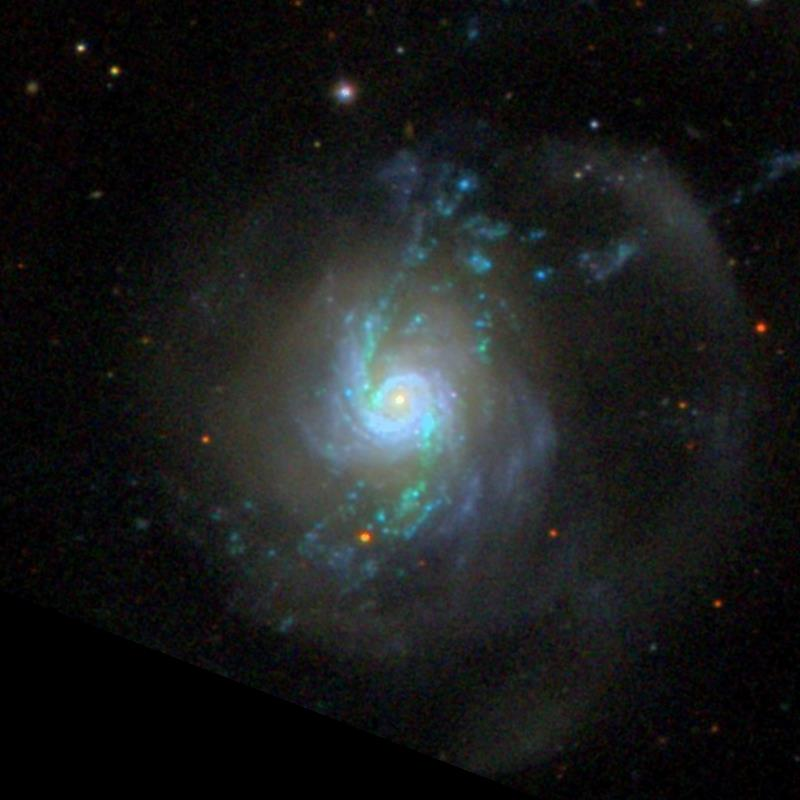
SDSS-Aufnahme